# Sparkasse Lörrach-Rheinfelden
Die Sparkasse Lörrach-Rheinfelden ist eine im Jahr 1834 gegründete Sparkasse im Bereich des Landkreises Lörrach. Anfang der 1970er Jahre kam es zur Fusion mit den Sparkassen Kandern (1970), Steinen (1971) und zum 1. Januar 1973 schlossen sich die beiden Bezirkssparkassen Lörrach und Rheinfelden zusammen. Damit sind sie in diesem Gebiet das größte Finanzinstitut. Die Sparkasse ist Mitglied im Sparkassenverband Baden-Württemberg und hat ihren Hauptsitz in Lörrach. Träger sind die Kommunen Lörrach, Rheinfelden (Baden), Kandern, Fischingen, Inzlingen, Steinen, Schwörstadt, Schallbach und Wittlingen.

## Geschäftsausrichtung und Wirtschaftsdaten
Die Sparkasse Lörrach-Rheinfelden wies im Geschäftsjahr 2024 eine Bilanzsumme von 3,417 Mrd. Euro aus und verfügte über Kundeneinlagen von 2,03 Mrd. Euro. Gemäß der Sparkassenrangliste 2024 liegt sie nach Bilanzsumme auf Rang 147. Sie unterhält 15 Filialen/Selbstbedienungsstandorte und beschäftigt 399 Mitarbeiter.